# 长沙东站
长沙东站是一个京广线上的铁路车站，位于湖南省长沙市，长沙站城际动车运用所东侧。建于1965年，1989年由窑岭站更名为长沙东站，目前为二等站，邮政编码为410004。目前仅办理货运业务；

## 历史
现有的长沙东站前身为窑岭车站，1965年随长沙枢纽左侧外绕线一同建成，该线设有丝茅冲、窑岭、新开铺3个会让站:19。窑岭直通货物列车场于1977年建成，其后窑岭区段站于1983年开工，1987年12月28日建成，京广线丝茅冲至窑岭段也同时复线化:26。次年，窑岭区段站更名为长沙东站。
该站南侧的树木岭货场于1987年开工，1989年6月28日正式启用:27。车站规模为一级二场，设有8条到发线、7条调车线。石长铁路工程计划将原本站担当的技术功能迁至捞刀河站，本站改为中间站。本站调车场最终于2014年捞刀河站调车场建成后，随长株潭城际铁路工程拆除。

## 运营状况

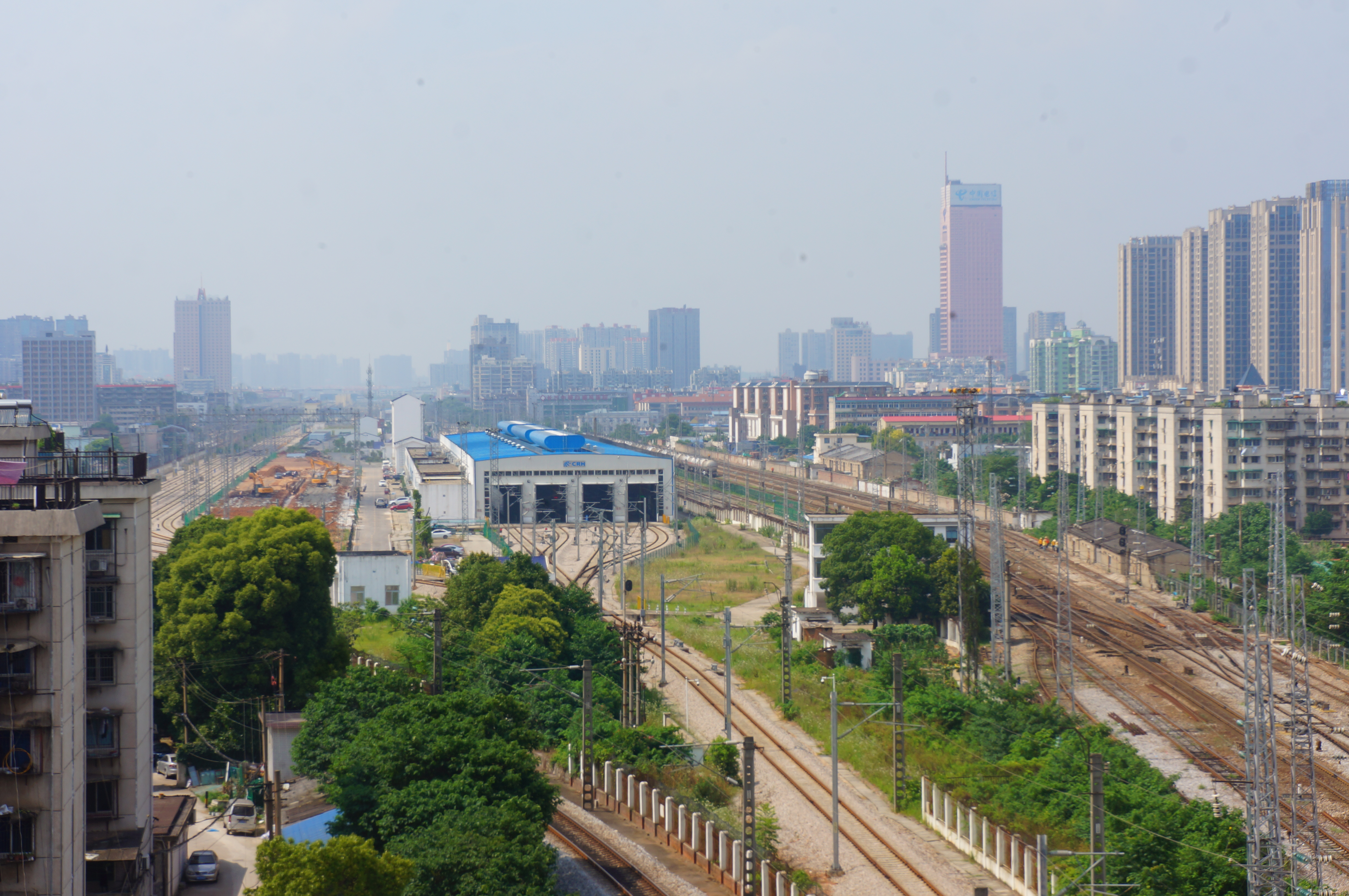
站场远眺

长沙东站是长沙市区唯一一个货运站，办理整车、集装箱货物运输业务，主要到发货品为粮食类、食品类、建材类、化工类及钢铁类。站内树木岭货场设有3座仓库，总面积17996平方米。车站设有通往南华物流、长沙机务段、长沙车辆段、南方实业长沙分公司以及长重机器的专用线。

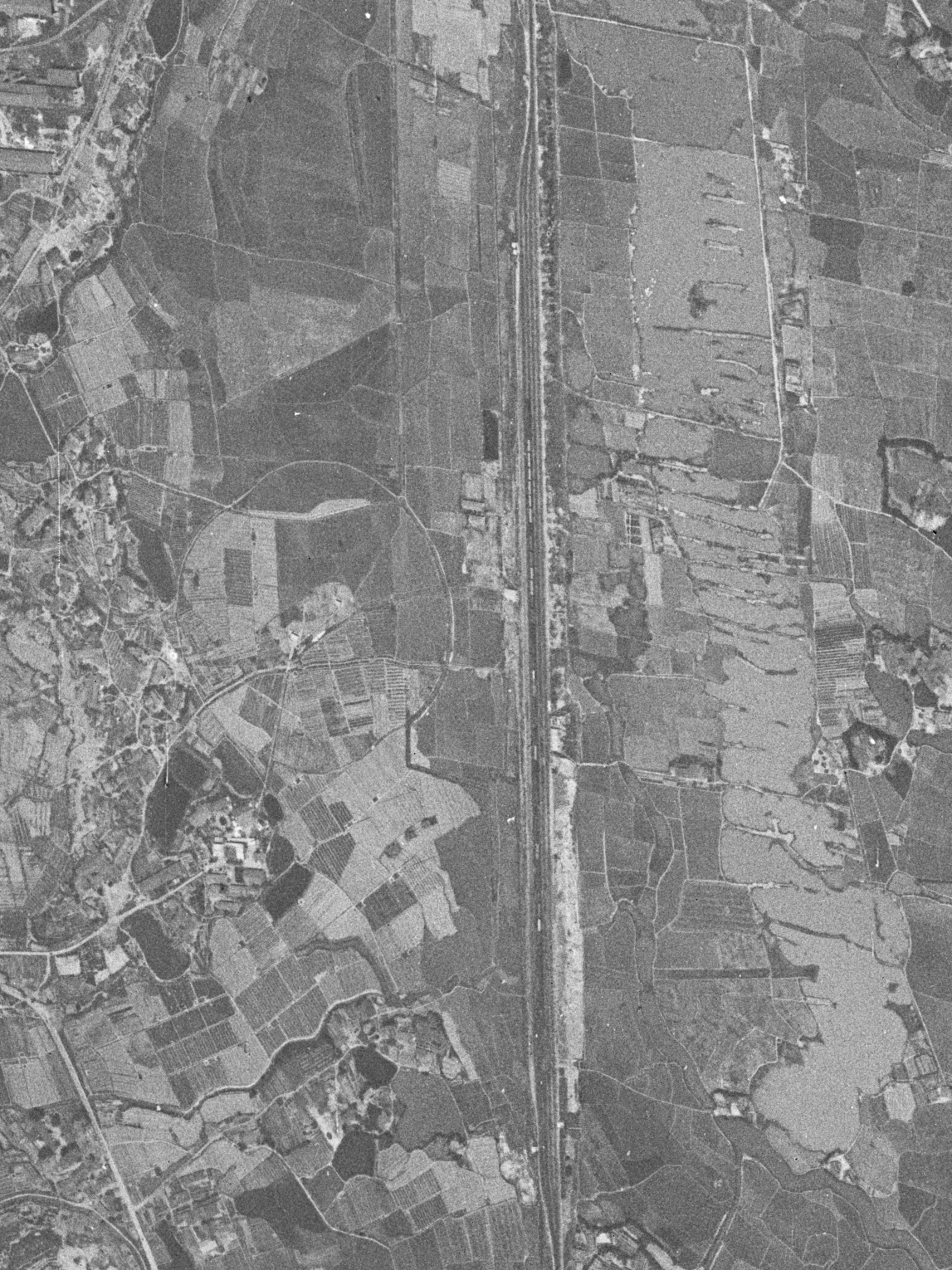
窑岭站卫星图（1967年）
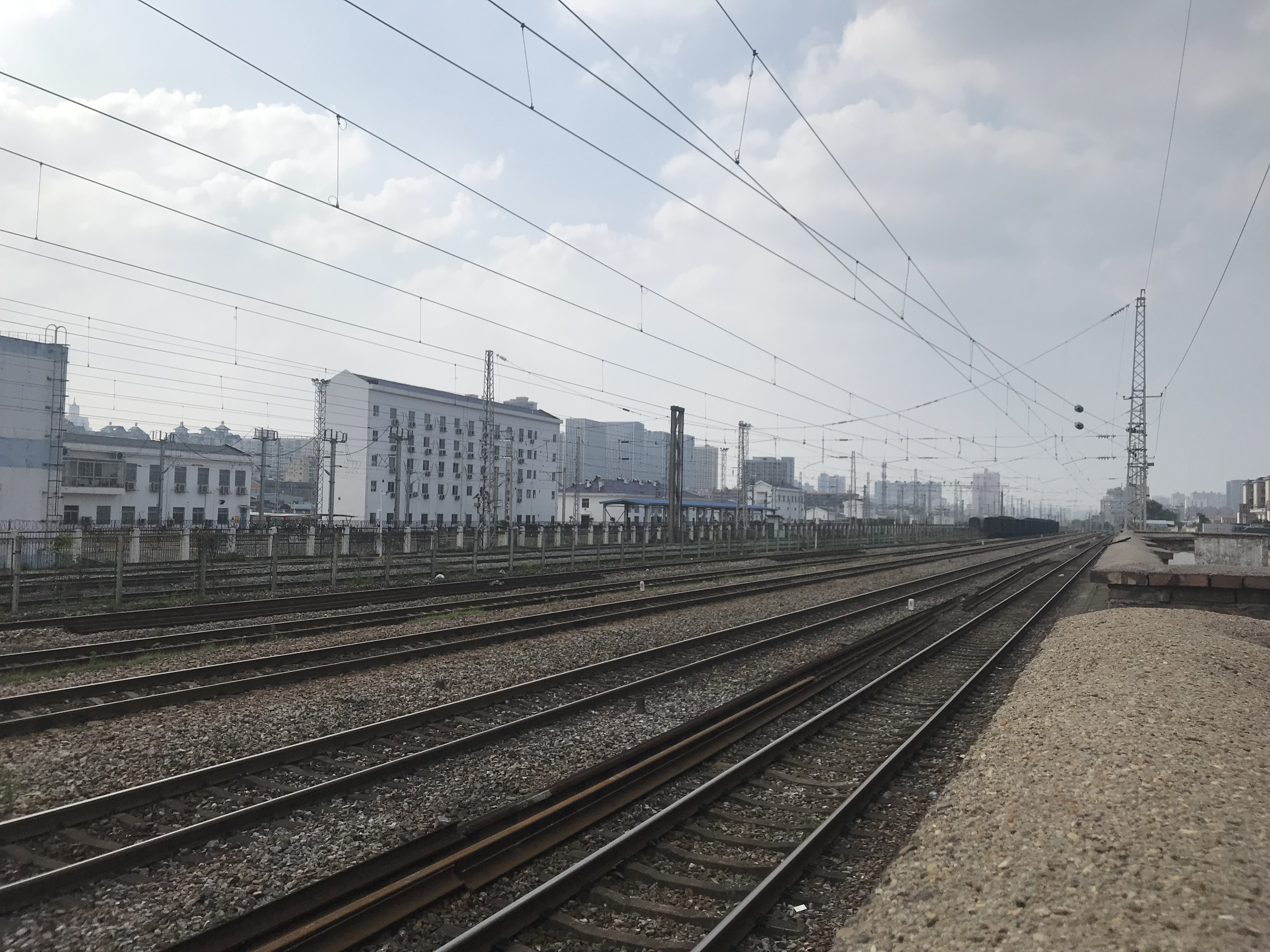
站内股道
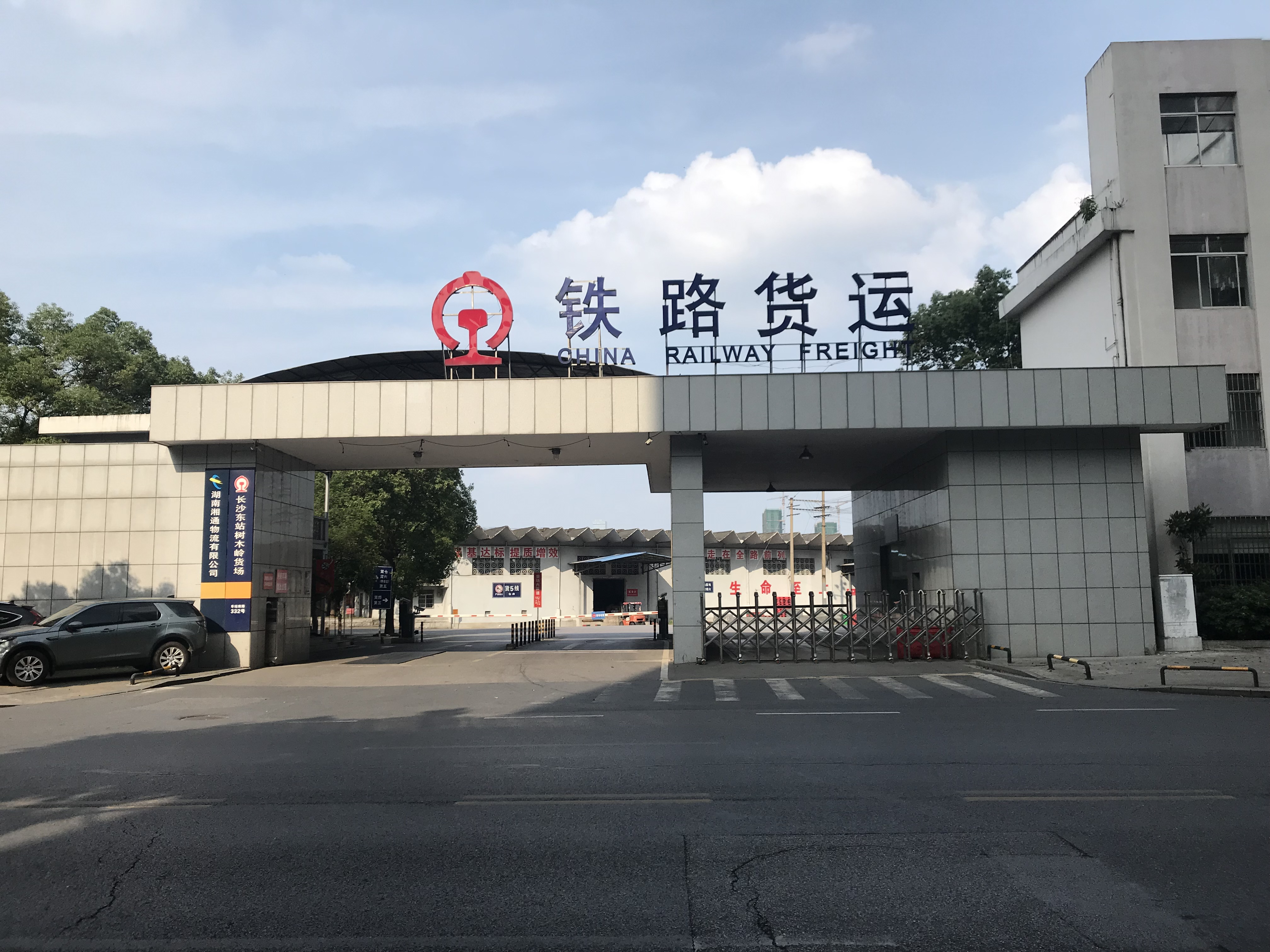
树木岭货场
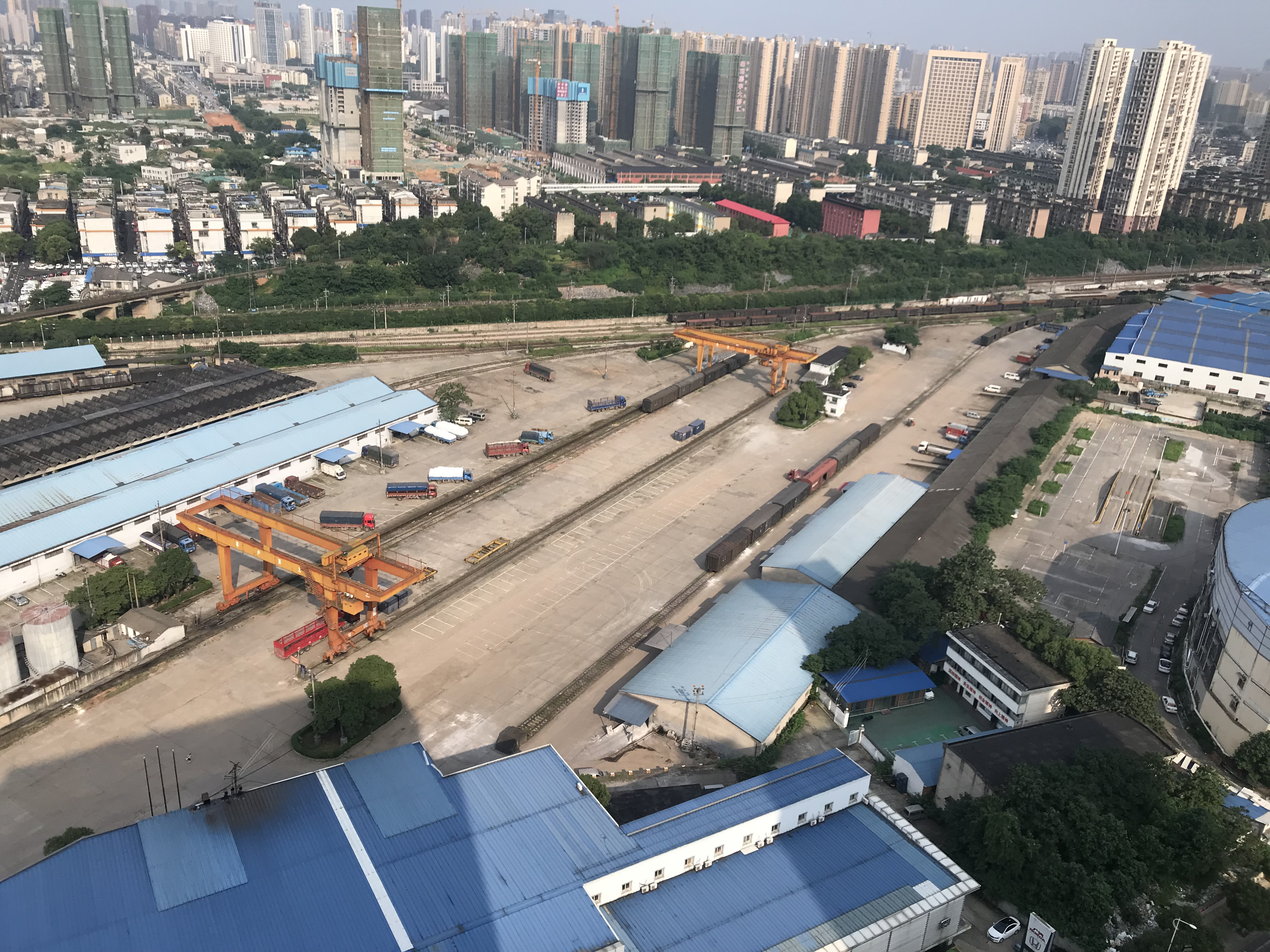
树木岭货场俯瞰
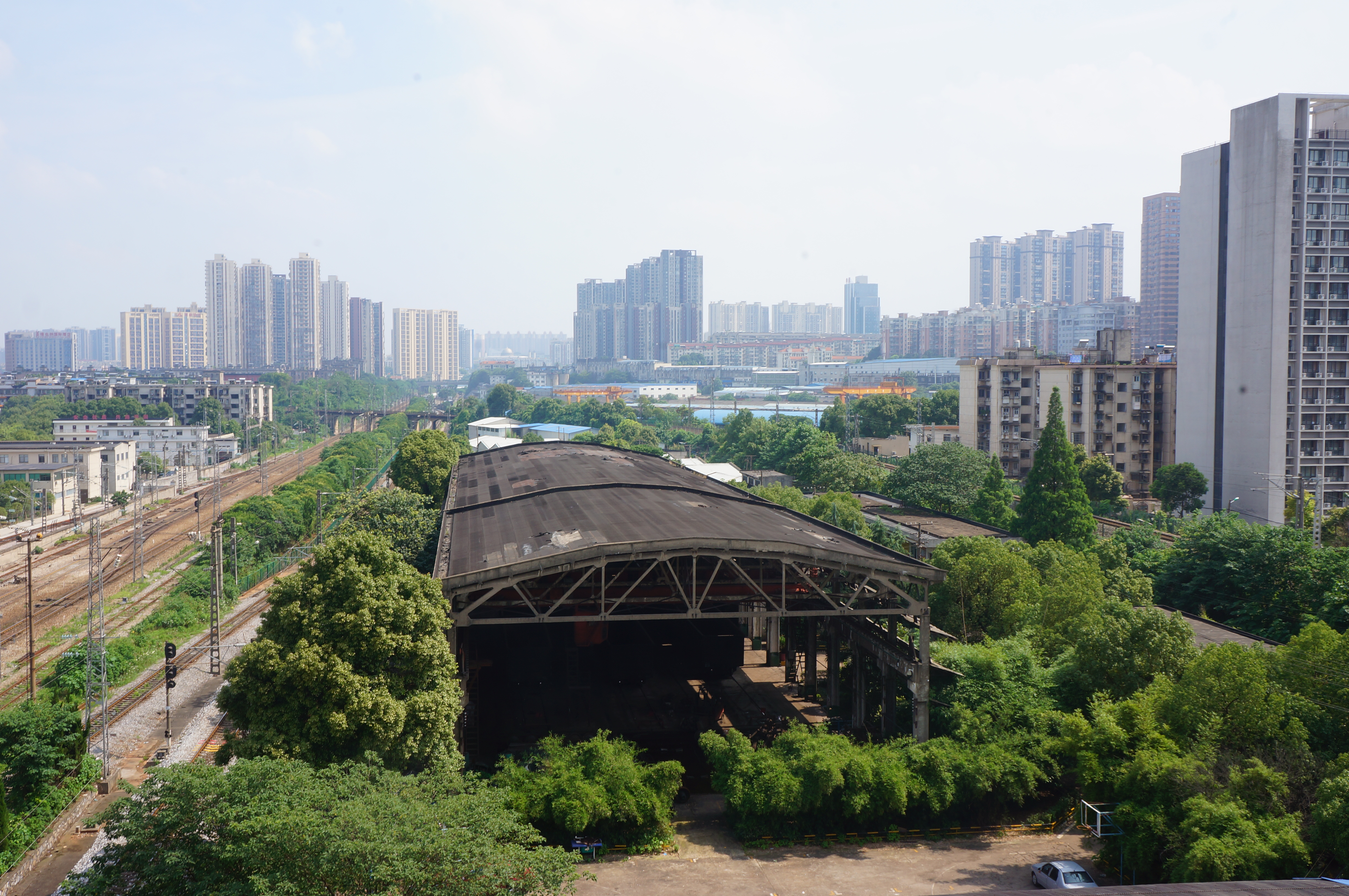
货场的调车线

## 事件
- 2008年12月13日，一辆为车站货场送货的货车在驶经一个货场内的道口时与货运列车相撞，导致车内两人受伤，其中一人重伤；货车则被火车拖出40余米[14]。
- 2012年4月5日，一名40岁的妇女在穿越货场南华物流专用线的时候被驶经的货运火车相撞，造成头部血肿、软组织受伤[15]。
- 2016年2月27日上午，由驻马店开往深圳东的K4253次节后临时旅客列车上有一名男童突发高烧。由于这班由武汉铁路局担当的列车在广水站后的下一个停靠站为晚上21时12分才能到达的广州东站，广铁集团于当天上午9时01分紧急联系列车即将经过的的长沙东站，K4253次列车随即于当天上午9时46分在长沙东站停车，以便急救。[16]